# Welterfolge aus Paris
Albums de Mireille Mathieu
Nur für dich 
(1983) In Liebe Mireille
(1987)
Welterfolge aus Paris est un album en langue allemande de la chanteuse française Mireille Mathieu sorti en 1985. La même année, Mireille Mathieu avait enregistré en français "Les grandes chansons françaises". Cet album sorti outre-Rhin reprend les mêmes titres, mais chaque chanson est traduite en allemand.

## Chansons de l'album
- Face 1

1. Hymne an die Liebe (Marguerite Monnot / Édith Piaf / Michael Kunze)
2. Nachts bin ich allein (Paul Durand / Rose Noël / Jean Casanova / Erich Meder)
3. C'est si bon (Henri Betti / André Hornez / Adrian Wolf)
4. Plaisir d'amour (Jean-Paul-Égide Martini et Jean Claudric / Jean-Pierre Claris de Florian et Charles Level / Michael Kunze)
5. Ein bisschen Glück ist genug (René Sylviano / Louis Poterat / Bernd Meinunger)
6. Wenn die Glöcken hell erklingen (Jean Villard / Wolfgang Mürmann)
7. Parlez-moi d'amour (Jean Lenoir / Ernst Bader)
8. So leb dein Leben (Jacques Revaux / Claude François / Gilles Thibaut / Charly Niessen)

- Face 2

1. The Song from Moulin Rouge (en)Ein Lied aus Paris (Georges Auric / Jacques Larue / Ralph Maria Siegel)
2. Schau mich bitte nicht so an (Louiguy / Édith Piaf / Ralph Maria Siegel)
3. Das Meer (Charles Trenet / Fritz Beckmann)
4. Nein, es tut mir nicht leid (Charles Dumont / Michel Vaucaire / Ralph Maria Siegel)
5. Padam, padam... (Norbert Glanzberg / Henri Contet / Loec Huisman)
6. Blätter im Herbst (Joseph Kosma / Jacques Prévert / Adrian Wolf)
7. Die Welt ist schön, Milord (Marguerite Monnot / Georges Moustaki / Ernst Bader)
8. Bitte geh nicht fort (Jacques Brel / Max Colpet)